# Isotemnus
Isotemnus és un gènere extint de mamífers notoungulats de la família dels isotèmnids que visqueren a Sud-amèrica durant l'Eocè, fa entre 38 i 56 milions d'anys. Se n'han trobat restes fòssils a les províncies argentines de Chubut i Santa Cruz. És el representant més antic de la seva família. Era un dels isotèmnids més petits, amb un pes (extrapolat a partir de les dimensions de l'astràgal) d'uns 50 kg. El nom genèric Isotemnus significa ‘tall igual’ i es refereix presumiblement a la funció de les seves dents.